# Масьяф-Центр
Масьяф-Центр (араб. ناحية مركز مصياف‎‎) — нохія у Сирії, що входить до складу району Масьяф провінції Хама. Адміністративний центр — м. Масьяф.
| Сирія | Це незавершена стаття з географії Сирії. Ви можете допомогти проєкту, виправивши або дописавши її. |